# Peoria Heights, Illinois
Peoria Heights là một làng thuộc quận Peoria, tiểu bang Illinois, Hoa Kỳ. Năm 2010, dân số của làng này là 6156 người.

## Dân số
Dân số qua các năm:
- Năm 2000: 6635 người.
- Năm 2010: 6156 người.